# Fiona

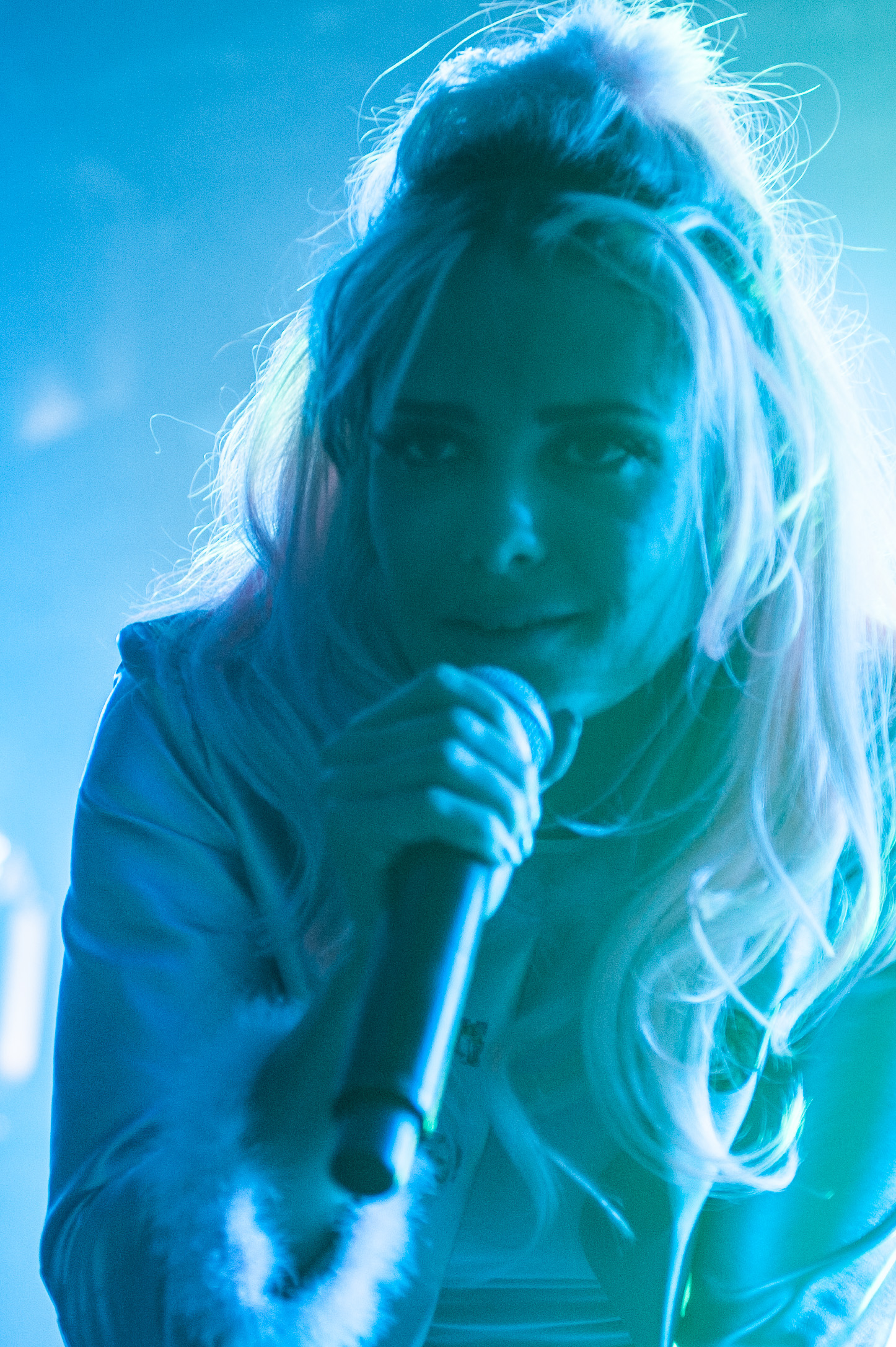
Fiona FitzPatrick i duon Rebecca & Fiona.

Fiona är ett keltiskt kvinnonamn bildat av ordet fion som betyder vit, sann, ren.
Den 31 december 2014 fanns det totalt 646 kvinnor folkbokförda i Sverige med namnet Fiona, varav 422 bar det som tilltalsnamn.
I den finlandssvenska namnsdagslängden har Fiona namnsdag 2 mars sedan 2025.

## Personer med namnet Fiona
- Fiona Apple, amerikansk singer/songwriter
- Fiona Björling, svensk politiker (mp)
- Fiona Dolman, brittisk skådespelare
- Fiona FitzPatrick, svensk DJ, musikproducent och artist i duon Rebecca & Fiona
- Fiona Kelly, brittisk författare (pseudonym)
- Fiona MacDonald, brittisk curlingspelare
- Fiona May, brittisk-italiensk friidrottare
- Fiona Mozley, engelsk författare
- Fiona Shaw, irländsk skådespelare
- Fiona Tonkin, australisk ballerina

## Fiktiva personer med namnet Fiona
- Prinsessan Fiona i de animerade filmerna om Shrek